# Schistostephium rogersii
Schistostephium rogersii es una especie de planta floral del género Schistostephium, tribu Anthemideae, familia Asteraceae. Fue descrita científicamente por Hutch.
Se distribuye por Zimbabue.